# Вакм
Вакм (англ. Waqm, араб. قرية وقم) — поселення в Сирії, що складає невеличку друзьку общину в нохії Аль-Аріка, яка входить до складу однойменної мінтаки Шагба в південній сирійській мухафазі Ас-Сувейда.